# Nepenthes bongso
Nepenthes bongso este o specie de plante carnivore din genul Nepenthes, familia Nepenthaceae, ordinul Caryophyllales, descrisă de Pieter Willem Korthals. Conform Catalogue of Life specia Nepenthes bongso nu are subspecii cunoscute.

## Galerie de imagini

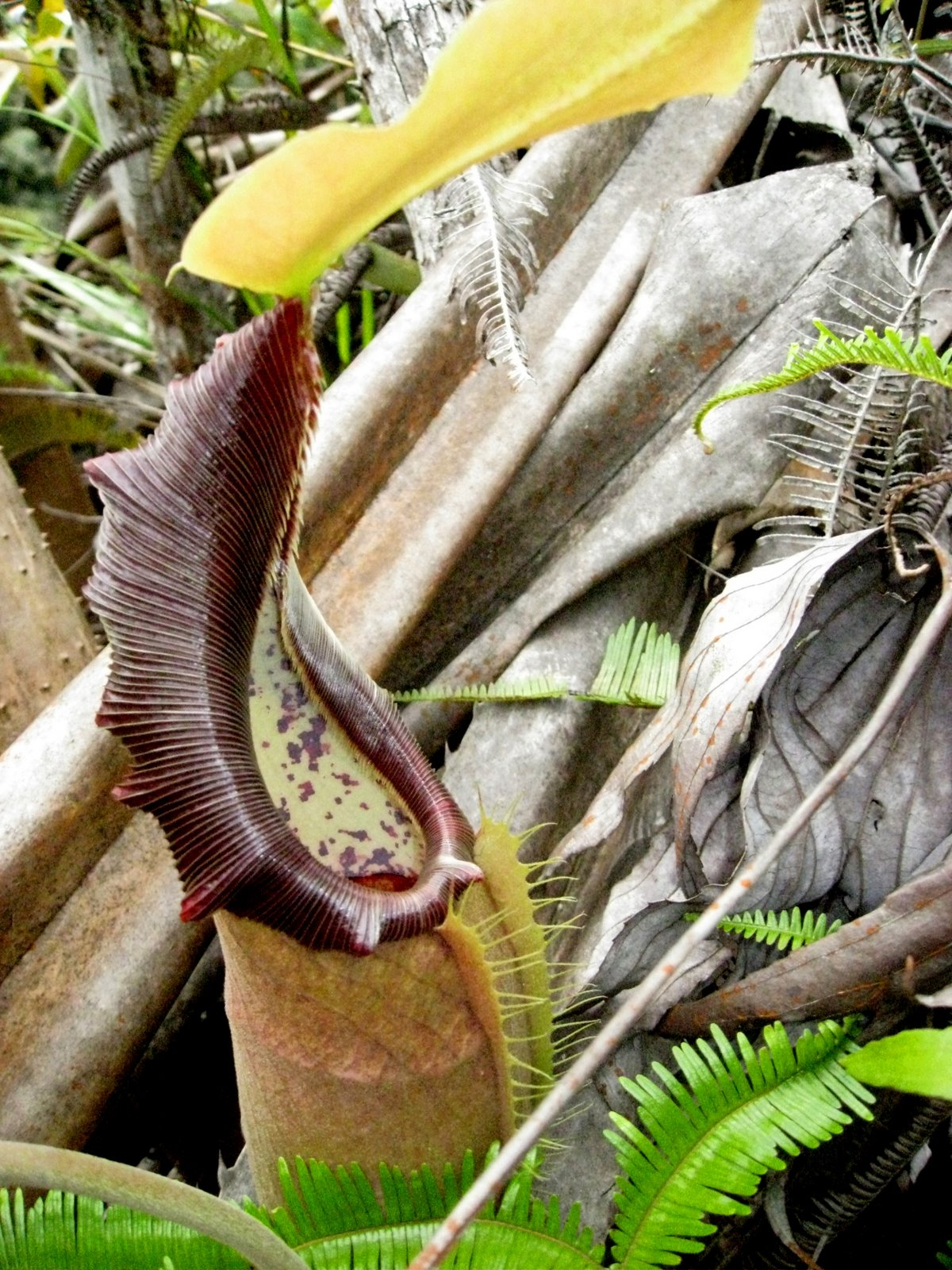
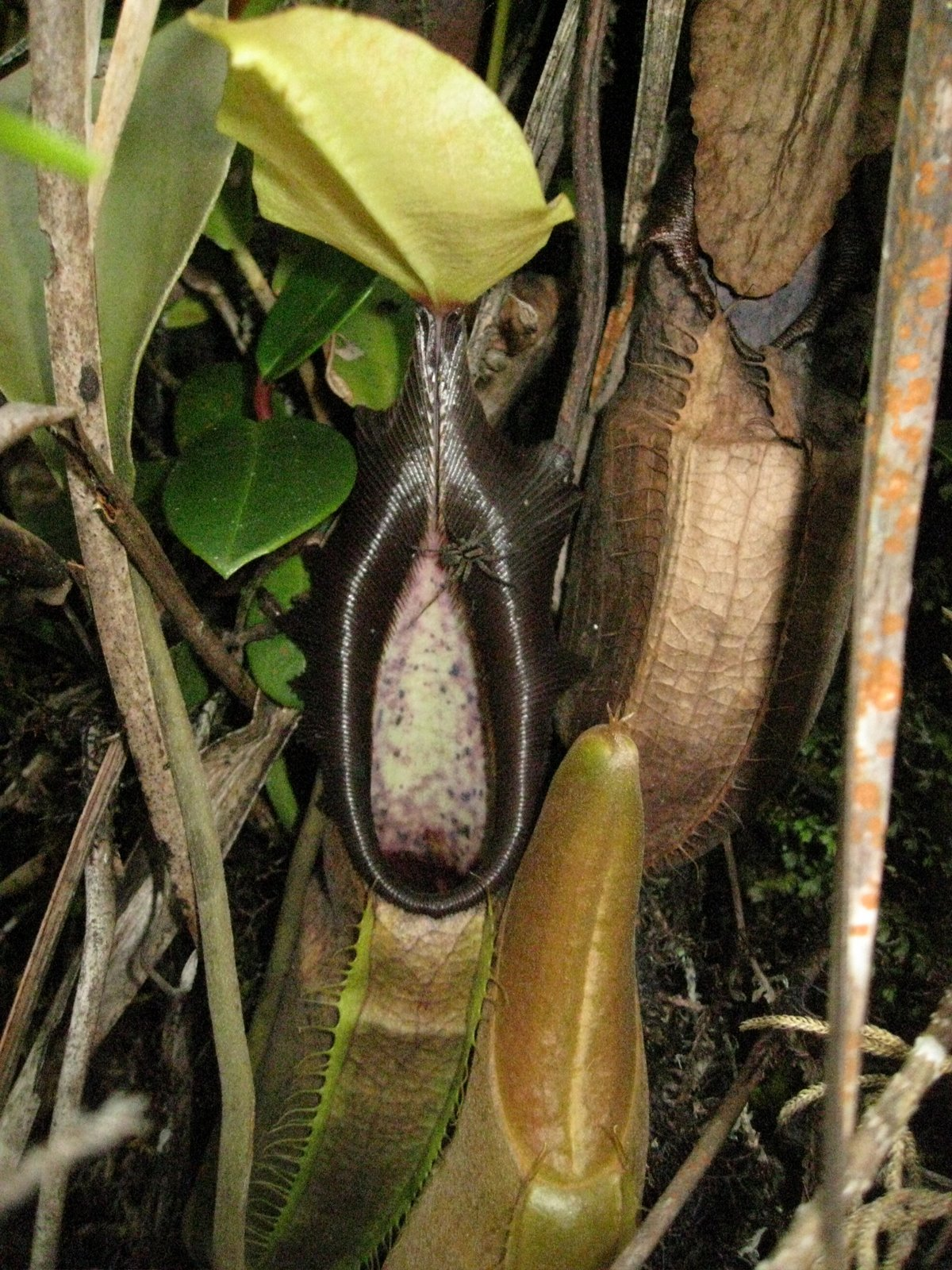
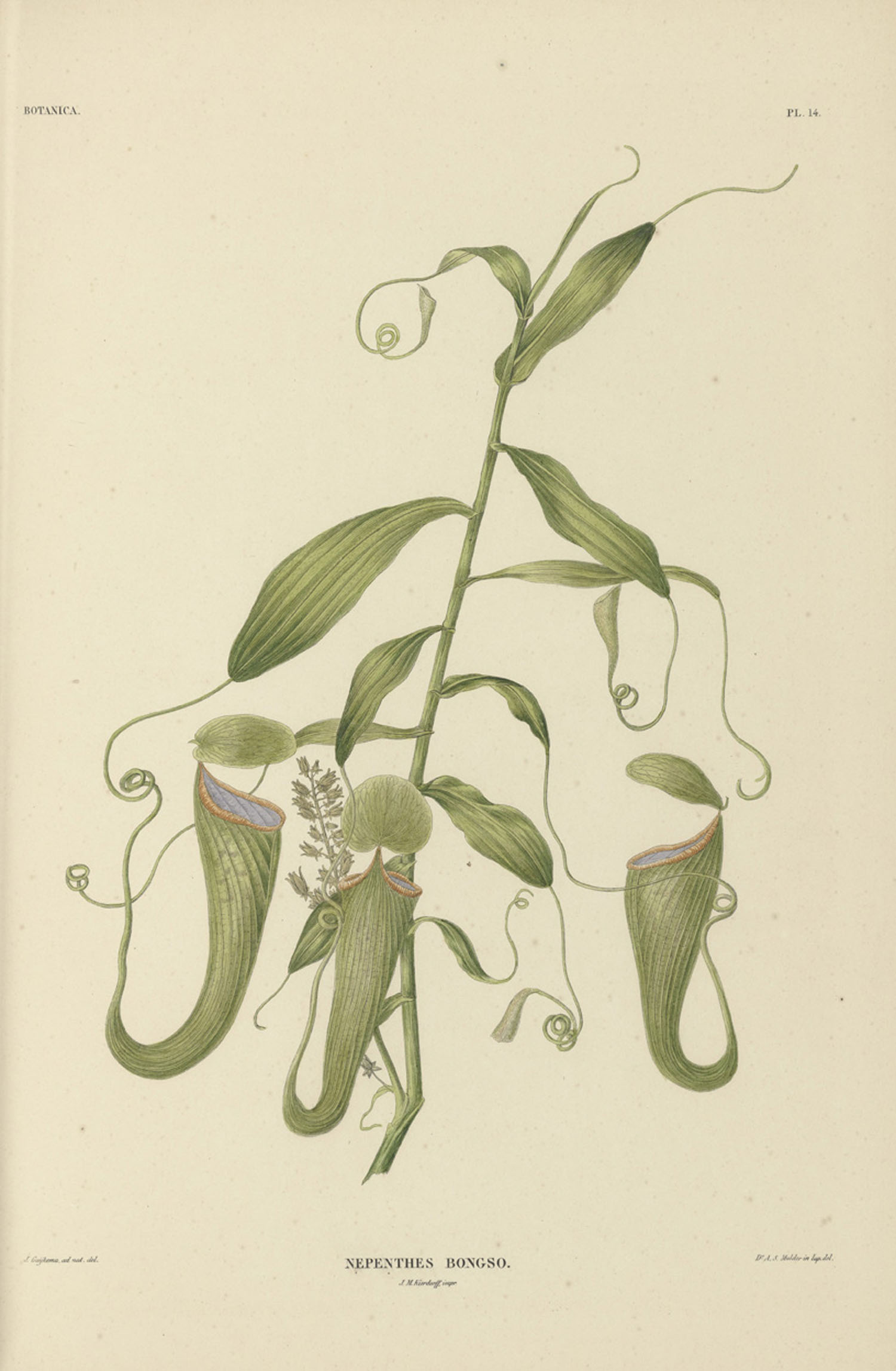
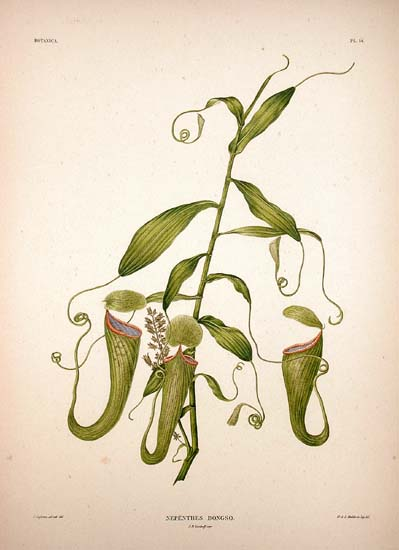